# جامعة نويفو ليون المستقلة
جامعة نويفو ليون المستقلة (بالإسبانية: Universidad Autónoma de Nuevo León)‏ هي جامعة عامة بها سبعة فروع في جميع أنحاء ولاية نويفو ليون الشمالية، المكسيك. تأسست جامعة نويفو ليون في 25 سبتمبر 1933، وهي ثالث أكبر جامعة عامة في المكسيك من حيث عدد الطلاب وأهم مؤسسة للتعليم العالي في شمال شرق المكسيك، وتقدم أكبر عدد من البرامج الأكاديمية. وهي أيضًا أقدم جامعة في الولاية، ويقع مقرها حاليًا في سان نيكولاس دي لوس غارزا، إحدى ضواحي مونتيري.
تضم المؤسسة 84 مكتبة بإجمالي 2،238،000 مجلدًا للمكتبة. لديها 27 مرفقًا بحثيًا مع 438 باحثًا وطنيًا و 16 مجلة أكاديمية و 9 مكتبات رئيسية في الحرم الجامعي و 25 مركز كمبيوتر للطلاب و 53 كافيتريا.
تم تصنيف الجامعة من قبل منظمات مختلفة كواحدة من أفضل الجامعات العامة في المكسيك وأمريكا اللاتينية، وقد تم تصنيفها في المرتبة الرابعة في منشور لأفضل جامعات المكسيك 2014 من قبل منظمة رانشيا في المكسيك، وتم تصنيفها كواحدة من أكثر 10 جامعات معترفًا بها في المكسيك من قبل عدد من المنظمات مثل تصنيف كيو إس للجامعات العالمية والمجلة المكسيكية «إل يونيفيرسال».

## التاريخ
يعود تاريخ هذه الجامعة العامة إلى عام 1859، عندما بدأت الأكاديمية المدنية دوراتها. تم تصور هذه المؤسسة من قبل الحاكم سانتياغو فيدوري ولكن أقامها خليفته، خوسيه سيلفستر أرامبيري، بعد عزل الأول من منصبه. بدأت الأكاديمية في رعاية دورات الصيدلة والطب التي كان خوسيه إليوتريو غونزاليس يدرس فيها في مستشفى الوردية المحلي لعدة عقود. تضمنت العروض الأكاديمية دورات في القانون والطب، بالإضافة إلى مدرسة إعدادية. كان أول مدير لها هو خوسيه دي خيسوس دافيلا وبريتو.
في 29 أكتوبر 1932، وفود كليات القانون والطب والصيدلة الحكومية؛ الأكاديمية المدنية والمدرسة العادية، قدمت مشروعًا إلى كونغرس نويفو ليون لتنظيم جامعة حكومية لمنطقة مونتيري. في 7 نوفمبر 1932، أمر مؤتمر الولاية بالمضي قدمًا في الطلب وفي 25 سبتمبر 1933 ولدت جامعة نويفو ليون. تم انتخاب هيكتور غونزاليس كأول رئيس للجامعة.
في عامها الأول، درس 1864 طالبًا من قبل 218 أستاذًا من كليات الطب والقانون والهندسة والكيمياء والمدرسة العادية والمدرسة الإعدادية ومدرسة الممرضات وأطباء التوليد ومدارس ألفارو أوبريغون وبابلو ليفاس الصناعية. ابتليت المؤسسة بالنزاعات السياسية، وبعد عامين تقريبًا، في 25 سبتمبر 1935، تم إغلاقها بمرسوم من الدولة، ثم أعيد افتتاحها بعد ثماني سنوات تقريبًا، في 13 سبتمبر 1943.
بدأ عدد أعضاء هيئة التدريس والموظفين في النمو، مما دفع إلى إنشاء حرم جامعي خاص بها في عام 1958، المدينة الجامعية، وهو مجمع أكاديمي يقع في سان نيكولاس دي لوس غارزا، إحدى ضواحي عاصمة الولاية. في عام 1967، تم الانتهاء من إنشاء الملعب. من عام 1968 إلى عام 1972، تعرضت الجامعة مرة أخرى للاحتجاجات الطلابية والخلافات السياسية، وبحلول عام 1971 أجبرت الاحتجاجات الحكومة على التوقف عن التدخل في شؤونها الداخلية والاعتراف بقانون الحكم الذاتي الذي أصبح جزءًا من اسمها الحالي: جامعة نويفو ليون المستقلة.
في أواخر التسعينيات من القرن الماضي، رأت المؤسسة ضرورة استئجار فريق كرة القدم المحترف تيغريس أونال، والذي ظل في الدوري المكسيكي للمحترفين، وتأثر لاحقًا بفضيحة فساد تورط فيها رئيس الجامعة. لكنها انتهت دون تبعات قانونية على المتهمين.

## الحرم الجامعي

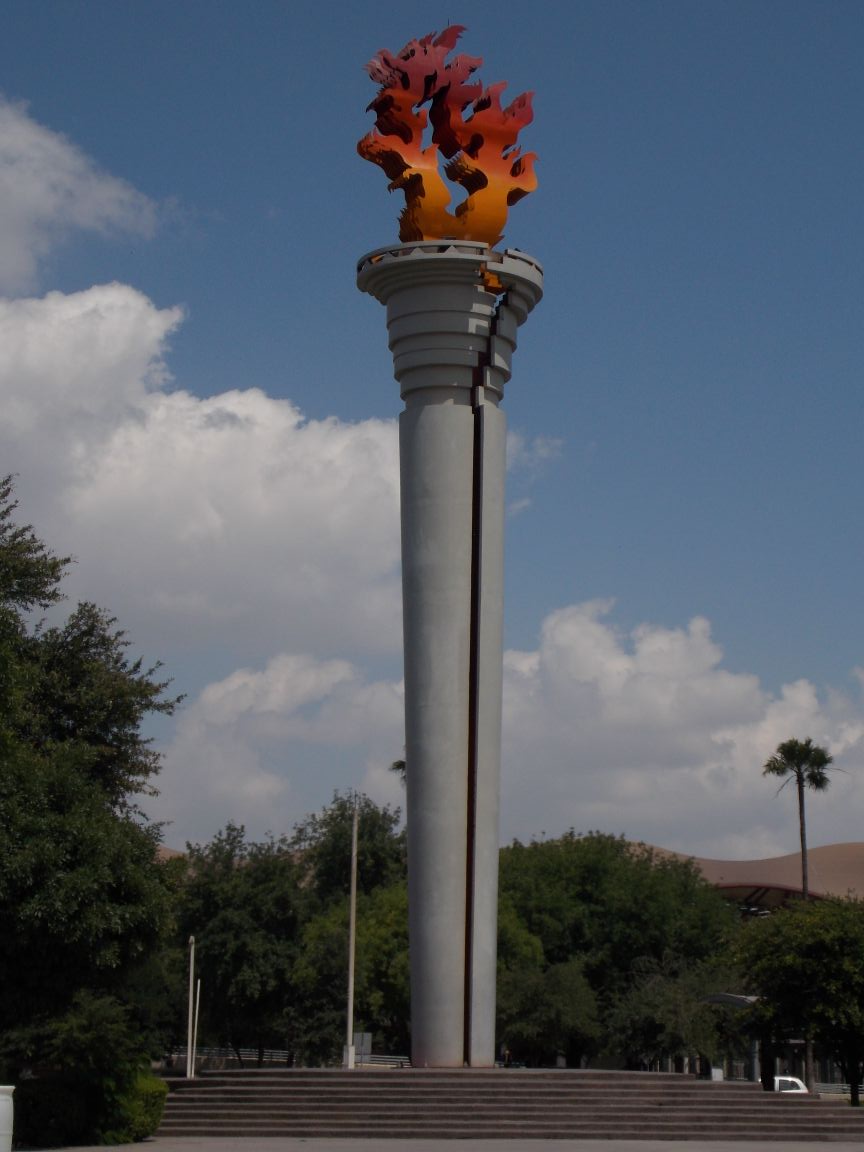
منطقة مترو مونتيري: النصب التذكاري "الشعلة المحترقة"، في الحرم الجامعي الرئيسي للجامعة

يوجد في الجامعة سبعة مقار جامعية متميزة:
- الحرم الجامعي الرئيسي، الذي يضم المبنى الإداري، وكليات الحقوق، والعلوم البيولوجية، والكيمياء، والمحاسبة العامة والفلسفة، بالإضافة إلى ملعب كرة القدم، والمرافق الرياضية الأخرى. تشمل المقار الجامعية الأخرى
- حرم العلوم الصحية، في مونتيري، يضم كليات طب الأسنان، والطب، والتمريض، وعلم النفس، والصحة العامة والتغذية، بجانب المستشفى الجامعي وعيادة صحية لموظفي الجامعة.[6]
- حرم ميدروس للعلوم الإنسانية والفنون الجميلة، في مونتيري، يضم كليات الاقتصاد، ودراسات الاتصال، والموسيقى، والعلوم السياسية والعلاقات الدولية، وفنون المسرح والفنون البصرية، على طول المسرح الجامعي، وفرع الدولة لرابطة مراكز التجارة العالمية ومركز أبحاث التعليم ثنائي اللغة.[6]
- مركز مارين للزراعة.
- مجمع العلوم الزراعية والحيوانية، في إسكوبيدو، يضم فرعًا محليًا لكل من كليات الهندسة الزراعية والطب البيطري، ومركزًا للبحث والتطوير في علوم الأغذية ومركزًا لتطوير الأعمال.[7]
- مركز ليناريس لعلوم الأرض، في بلدية ليناريس الجنوبية، الذي يضم علوم الأرض والغابات وفرعًا من مدارس كلية المحاسبة وإدارة الأعمال. [6]
- مركز سابيناس هيدالغو، في سابيناس هيدالغو، موطن الفرع المحلي لكليات القانون وإدارة الأعمال.[6]

## خريجون بارزون
- إلسا غارسيا، لاعبة جمباز فني مكسيكية.
- راؤول غونزاليس، منافس ألعاب قوى مكسيكي.